# Kapisanang Panitikan
Kapisanang Panitikan – filipińskie stowarzyszenie literackie. Utworzone w 1935, za główny cel postawiło sobie odnowę literatury tagalskiej w duchu modernizmu. Zapisało się w historii krajowej literatury, jego członkiem był między innymi Alejandro G. Abadilla, ojciec współczesnej poezji tagalskiej. Twórcy związani z organizacją wnieśli wkład w rozwój filipińskiego radia i kinematografii.

## Historia
Kapisanang Panitikan założone zostało w 1935. Inicjatorami jego powstania byli Alejandro G. Abadilla oraz Clodualdo del Mundo. Pierwszego z nich uznaje się za ojca współczesnej poezji tagalskiej. Było jednym z wielu stowarzyszeń literackich, które pojawiły się na archipelagu w okresie panowania amerykańskiego, zwłaszcza w Manili i jej najbliższych okolicach. Wśród jego pierwotnych członków znaleźli się Teodoro Agoncillo, Brigido Batungbakal, Salvador Barros, Epifanio Gar. Matute, Teo S. Buhain, Fernando B. Monleon, Genoveva Edroza Matute, Pablo Glorioso, Jesus Arceo, Cresencio Cruz Torres, Manuel Car. Santiago, Gonzalo Flores, Manuel Principe Bautista oraz Ruben Vega. Szybko stało się jednym z kluczowych ogniw filipińskiego życia literackiego, zwłaszcza jako reprezentant jego modernistycznego nurtu. Z tego też powodu rywalizowało głównie z dwoma powstałymi wcześniej grupami. Pierwszą z nich było powstałe w 1910, a przy tym konserwatywne i przeważnie tradycjonalistyczne Aklatang Bayan. Drugą stanowiło Ilaw at Panitik, powołane do życia w 1912 i kontynuujące tradycje tagalskiego romantyzmu.
W okresie japońskiej okupacji Filipin funkcjonowało w mocno ograniczonej formie. Odtworzono je już po zakończeniu II wojny światowej, w 1946. Aktywne było do początku lat siedemdziesiątych.

## Program i działalność
Założenia programowe Kapisanang Panitikan mówiły o wprowadzeniu modernizmu do krajowej literatury. Podnosiły też kwestię autentyczności i szczerości w pisarstwie oraz stawały w obronie praw twórcy do wysoce zindywidualizowanej ekspresji artystycznej. Stowarzyszenie sprzeciwiało się dydaktyzmowi oraz sentymentalizmowi, odrzucało narzędzia poetyki klasycznej takie jak rym czy metrum. W odróżnieniu od swych wymienionych wyżej poprzedników czy rywali dążyło do oderwania literatury tagalskiej od problemów życia społecznego. Uznawało się tym samym poniekąd za organizację elitarną. Jednocześnie, prawdopodobnie pragnąć podkreślić głębię pożądanych przez siebie zmian w krajowym pisarstwie, chętnie odwoływało się do tradycji radykalnych powstań chłopskich, które w okresie jego istnienia usiłowały podważyć istniejący na Filipinach porządek społeczny. Z radykalizmu można też wywieść prawdopodobnie niechęć do nadmiernej formalizacji samej grupy widoczną wśród jej członków. Kapisanang Panitikan nie posiadało na przykład statutu.
Swój nadrzędny cel – wspieranie odnowy literatury tagalskiej – realizowało, sięgając niekiedy po niekonwencjonalne i drastyczne środki. Stało za organizacją cyklu wykładów oraz dyskusji na stołecznym National Teachers College poświęconych głównie ostrej krytyce twórców starszej generacji. Zostały one zapamiętane z uwagi na swój wysoce konfrontacyjny charakter. Niekiedy dochodziło na nich do przepychanek i walk na pięści. Organizowało przy tym dyskusje literackie także we współpracy z innymi ośrodkami akademickimi kraju. Miały one charakter otwarty i gromadziły zarówno samych twórców, jak i nauczycieli czy wreszcie osoby zainteresowane rodzimą literaturą.
Związani z nim poeci i pisarze znaleźli dla swych utworów miejsce na łamach różnych czasopism literackich, na przykład „Mabuhay”, „Taliba” czy „Sampaguita”. Od 1938 Kapisanang Panitikan wydawało też własny magazyn „Panitikan”. Za jego najgłośniejsze wystąpienie publiczne uznaje się z reguły wiec zwołany na manilskim Plaza Moriones 2 marca 1940. Spalono na nim liczne książki, zwłaszcza napisane przez twórców, których stowarzyszenie uznawało za anachronicznych, czy też hołdujących przestarzałym wzorcom, takich jak Rosalia Aguinaldo, Julian Cruz Balmaseda, Florentino Collantes, Hermenegildo Cruz, Lope K. Santos, Antonio Sempio i Teodoro Virrey. Nie była to przy tym agresywna próba ataku na samą tylko starszą czy też bardziej tradycyjną literaturę. Wśród publikacji, które wówczas spłonęły, znalazły się bowiem również te pióra samych członków stowarzyszenia. Poprzez ich zniszczenie uznawali je za niegodne przekazania potomnym oraz manifestowali swoje oddanie sprawie odnowy tagalskiej literatury, na której rzecz byli gotowi poświęcić nawet część własnego dorobku.

## Znaczenie
Kapisanang Panitikan znalazło swoje miejsce w filipińskiej pamięci zbiorowej. Wspomniany wyżej wiec z marca 1940 uważa się za pierwszą manifestację literacką w historii Filipin.
Stowarzyszenie zdołało zgromadzić w swoich szeregach twórców i intelektualistów o różnorodnych zainteresowaniach, często wyróżniających się na tle sobie współczesnych postaci filipińskiej kultury. Przestrzeń przez nie stworzona pozwoliła na powstanie przynajmniej kilku tekstów uznawanych za kamienie węgielne współczesnej literatury tagalskiej. Jego wpływ wykracza przy tym poza pisarstwo. Członkowie stowarzyszenia wnieśli też bowiem wkład w rozwój filipińskiej kinematografii, czy też filipińskiego radia.